# بورکه بی. هیکنلوپر
بورکه بی. هیکنلوپر (به انگلیسی: Bourke B. Hickenlooper) سناتور سابق عضو حزب جمهوری‌خواه ایالات متحده آمریکا بود. وی در سال ۱۹۴۵ تا ۱۹۶۹ میلادی سناتور ایالت آیووا در سنای ایالات متحده آمریکا بود.